# Villanueva, La Guajira
Villanueva là một khu tự quản thuộc tỉnh La Guajira, Colombia. Thủ phủ của khu tự quản Villanueva đóng tại Villanueva Khu tự quản Villanueva có diện tích 270 ki lô mét vuông. Đến thời điểm ngày 28 tháng 5 năm 2005, khu tự quản Villanueva có dân số 19595 người.